# Scapolare di San Benedetto

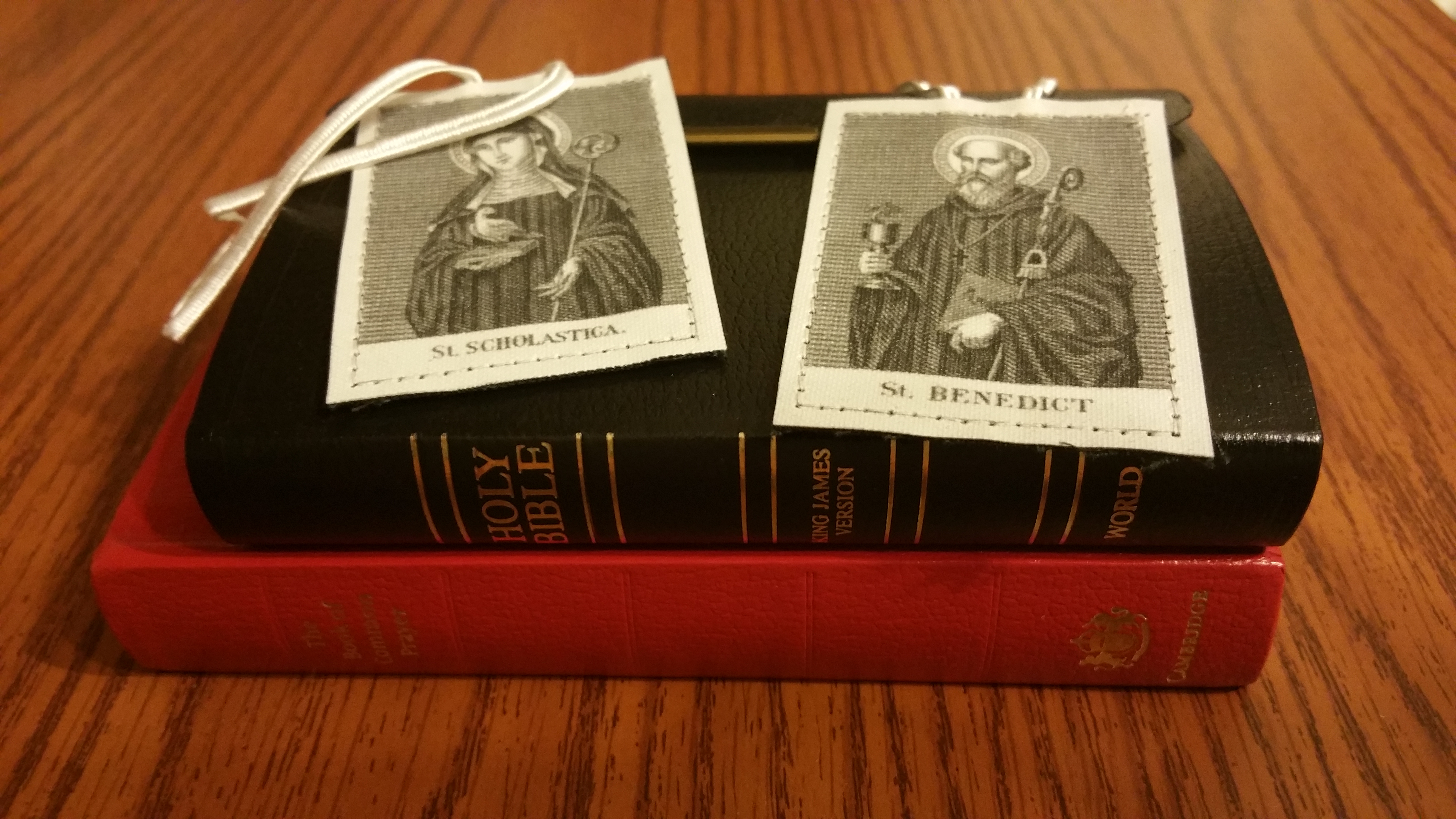
Lo Scapolare di San Benedetto

Lo scapolare di San Benedetto è uno scapolare dell'Ordine benedettino utilizzato all'interno della Chiesa Cattolica.

## Descrizione
Lo scapolare composto da parti di lana nera unite da cordoni di qualsiasi colore. Le immagini non sono indispensabili; Tuttavia, spesso si trovano l'immagine di San Benedetto da un lato e l'immagine della sua medaglia o di Santa Scolastica dall'altro..

## Origine
Lo scapolare di San Benedetto è l'emblema dei membri della confraternita benedettina costituita dagli inglesi della Congregazione sublacense cassinese, allo scopo di rendere i fedeli partecipi dei beni spirituali dell'ordine benedettino..

## Approvazione
La confraternita fu inizialmente approvata per la congregazione anglo-americana da un rescritto del 6 agosto 1865 sottoscritto dalla Congregazione per l'evangelizzazione dei popoli. Il 16 dicembre 1882 fu quindi autorizzata per tutti i monasteri di Subiaco dalla Congregazione per le indulgenze e le sacre reliquie. Il 4 febbraio 1883 la Congregazione per l'evangelizzazione dei popoli autorizzò la confraternita accordandole delle indulgenze. L'uso dello scapolare fu legittimato, ma senza l'associazione a qualche indulgenza.
Dal 1950, gli oblati dell'Ordine di San Benedetto, che risiedono nei Paesi il cui clima è più caldo, possono indossare la Medaglia di San Benedetto al posto dello scapolare, sebbene quest'ultimo sia ancora preferito.